# Alfonso Dionisio
Alfonso Dionisio (1260 - 24 de abril de 1310). Noble de Portugal, fue un hijo ilegítimo del rey Alfonso III de Portugal el Boloñés y de Marina Peres de Enxara, como afirma su padre en un documento datado en 1278 or el cual le dona un heredamiento en Vila Pouca en el término de Torres Vedras. Su madre fue probablemente oriunda de Enxara, sito en el concejo de Mafra. 
Casó con Maria Pais Ribeira, quien por la muerte de sus hermanos sin descendencia, se convirtió en la 15.ª señora y heredera de la Casa de Sousa así como la de Aboim. De este matrimonio nacieron los siguientes hijos:
- Pedro Alfonso de Sousa, ricohombre en la corte de su primo el rey Alfonso IV de Portugal, contrajo matrimonio co Elvira Anes da Nóvoa;[2]
- Rodrigo Alfonso de Sousa, señor de Arraiolos y Pavia, casado con Violante Ponço Briteiros;[3]
- Diogo Alfonso de Sousa (m. 13 de noviembre de 1344) señor de Mafra y Ericeira, casado con Violante Lopes Pacheco de quien tuvo descendencia.  Recibió sepultura en la iglesia de Santo André de Mafra;[4]
- García Mendes de Sousa, prior de Santa María da Alcáçovas en Santarén;[5]
- Gonzalo Mendes de Sousa, no se sabe si se casó o tuvo descendencia.[6]